# Владимир Карамазов
Владимир Карамазов (роден като Владимир Александров) е български актьор, продуцент и фотограф.

## Биография
Владимир Карамазов е роден на 27 април 1979 г. в София. Завършва актьорско майсторство за драматичен театър в НАТФИЗ „Кръстьо Сарафов“ в класа на проф. Надежда Сейкова и доц. Веселин Ранков през 2002 г. През същата година се присъединява към трупата на Народен театър „Иван Вазов“. Получава артистичния псевдоним Карамазов от режисьорката Лилия Абаджиева за ролята на Ромео.
Участва в постановката на Театър 199 „Рибарят и неговата душа“ по Оскар Уайлд, режисьор Мариус Куркински, която се играе повече от 10 години и има над 200 изиграни представления.
През 2010 и 2013 г. постановката „Казанова – реквием за любовта“ с Карамазов в ролята на Казанова обира аплодисменти от публиката във Франция на театралния фестивал в Авиньон и театри в Париж. Актьорският талант на актьора е признат от публика и критици.
След повече от 10 години като актьор в повече от 25 театрални постановки и участия в телевизионни предавания, филми и сериали, през 2013 г. Владимир Карамазов заедно с най-добрите си приятели Захари Бахаров и Юлиан Вергов създава продуцентската компания „Three Bears Entertainment“, чийто първи и успешен проект е постановката „Арт“ на Ясмина Реза, копродукция със Сатиричен театър „Алеко Константинов“. Постановката се посреща с аплодисменти от публиката, както и от критиците. След премиерата ѝ през април 2013 г. тримата приятели правят турнета в страната.
Владимир Карамазов е един от актьорите в програмата на Фортисимо Фамилия. През 2014 г. той участва в Приказки за симфоничния оркестър с диригент Максим Ешкенази в Зала „България“ (в ролята на Разбойника). През 2015 г. Карамазов участва в Портрет на Чайковски – Дете от стъкло (в ролята на Чайковски). През 2016 г. той отново участва в Приказки за симфоничния оркестър с диригент Максим Ешкенази (отново в ролята на Разбойника). През 2017 г. Владимир Карамазов участва в Карнавал на животните (в ролята на Африканския крал) от програмата на Фортисимо Фамилия.
От 2014 г. Владимир Карамазов е посланик на „Нощта на театрите“, част от инициативата „Европейска нощ на театрите“.
През 2017 г. Владимир Карамазов участва като лектор в „Ideas Rearranged – StartUP Conference 2017“, където разказва за комуникационната стратегия на „Три Беарс Ентъртеймънт“ и някои от най-успешните и ефективни рекламни кампании и проекти на компанията.
Освен актьор и продуцент, от 2019 г. Владимир Карамазов се занимава сериозно и с фотография. Негови фотографии са публикувани на престижни фотографски платформи и печелят фотографски награди.
От първото издание през 2013 г. всяка година е сред номинираните в конкурса „Ерген на годината“ – раздел „Шоубизнес“.
Карамазов знае руски и английски език. Негово хоби и страст са пътешествията, гмуркането и пистовите мотори.

## Роли в театъра
- 2022 - „Опашката" от Захари Карабашлиев, реж. Явор Гърдев, Драматично-куклен театър "Иван Радоев", Плевен
- 2018 – „NеоДачници“ от Максим Горки, реж. Иван Пантелеев, НТ „Иван Вазов“ (в ролята на Шалимов)
- 2017 – „Танцът Делхи“ от Иван Вирипаев, реж. Галин Стоев, НТ „Иван Вазов“ (в ролята на Андрей)[27]
- 2016 – „Богът на касапницата“ от Ясмина Реза, реж. Антон Угринов, НТ „Иван Вазов“ (в ролята на Ален Рей)
- 2015 – „Дакота“ от Жорди Галсеран, реж. Владимир Пенев, ДСТ „Алеко Константинов“ (в ролята на Санитаря, Полицая, Сакатия войник)[28] – копродуцент
- 2014 – „Солунските съзаклятници“ от Георги Данаилов, реж. Стоян Радев, НТ „Иван Вазов“ (в ролята на Иван Гарванов)[29]
- 2014 – „Пътят към Афродита“ спектакъл на Бойка Велкова, НТ „Иван Вазов“ (специално участие като гласът на Господ)
- 2013 – „Арт“ от Ясмина Реза, реж. Антон Угринов, ДСТ „Алеко Константинов“ (в ролята на Иван) – копродуцент
- 2012 – „Спанак с картофи“ от Золтан Егреши, реж. Богдан Петканин, ДСТ „Алеко Константинов“ (в ролята на Сапуна)
- 2011 – „Ревизор“ от Н. В. Гогол, режисьор Мариус Куркински, НТ „Иван Вазов“ (в ролята на Хлестаков)
- 2010 – „Ангели в Америка“ от Тони Кушнер, реж. Десислава Шпатова, НТ „Иван Вазов“ (в ролята на Джоузеф Пит)
- 2010 – „Сирано Дьо Бержерак“ от Едмон Ростан, реж. Теди Москов, НТ „Иван Вазов“ (в ролята на Кристиан дьо Новилет)[30][31]
- 2009 – „Слуга на двама господари“ от Карло Голдони, реж. Митко Бозаков, НТ „Иван Вазов“ (в ролята на Флориндо Аретузи)
- 2009 – „Вишнева градина“ от Антон Чехов, реж. Крикор Азарян, НТ „Иван Вазов“ (в ролята на Яша)
- 2009 – „Казанова – реквием за любовта“ от Диана Добрева, реж. Диана Добрева, НДТ „Сълза и смях“ (в ролята на Казанова)[32]
- 2008 – „Балът на крадците“ от Жан Ануи, реж. Тиери Аркур, НТ „Иван Вазов“ (в ролята на Гюстав)
- 2007 – „С любовта шега не бива“ от Алфред дьо Мюсе, реж. Мариус Куркински, НТ „Иван Вазов“ (в ролята на Пердикан)
- 2007 – „Празникът на Бакхус“ от Артур Шницлер, реж. Антон Угринов, НТ „Иван Вазов“ (в ролята на Гуидо Верниг)
- 2007 – „Идеалният мъж“ от Оскар Уайлд, реж. Тиери Аркур, НТ „Иван Вазов“ (в ролята на Лорд Горинг)
- 2006 – „Крал Лир“ от Уилям Шекспир, реж. Явор Гърдев, НТ „Иван Вазов“ (в ролята на Едмънд)
- 2005 – „Отело“ от Уилям Шекспир, реж. Лилия Абаджиева, НТ „Иван Вазов“ (в ролята на Дездемона)
- 2004 – „Хъшове“ по Иван Вазов, реж. Александър Морфов, НТ „Иван Вазов“ (в ролята на Христо Ботев)
- 2004 – „Рибарят и неговата душа“ от Оскар Уайлд, реж. Мариус Куркински, Театьр 199 (в ролята на Рибарят)
- 2004 – „Службогонци“ от Иван Вазов, реж. Иван Добчев, НТ „Иван Вазов“ (в ролята на Жеко Хоров)
- 2003 – „Вернисаж“ от Вацлав Хавел, реж. Антон Угринов, ДСТ „Алеко Константинов“ (в ролята на Михал)
- 2003 – „Магбед“ от Йожен Йонеско, реж. Пламен Марков, НТ „Иван Вазов“ (в ролята на Мейкъл)
- 2003 – „Макбет“ от Уилям Шекспир, реж. Пламен Марков, НТ „Иван Вазов“ (в ролята на Рос)
- 2003 – „Бурята“ от Уилям Шекспир, реж. Александър Морфов, НТ „Иван Вазов“ (в ролята на Фердинанд)
- 2003 – „Тероризъм“ от Владимир и Олег Преснякови, реж. Иван Добчев и Маргарита Младенова, Театър 199
- 2002 – „Зимна приказка“ от Уилям Шекспир, реж. Мариус Куркински, НТ „Иван Вазов“ (в ролята на Флоризел)
- 2002 – „Албена“ от Йордан Йовков, реж. Иван Добчев, НТ „Иван Вазов“ (в ролята на Иван Сенебирски)
- 2001 – „Както ви е угодно или Дванайсета нощ“ от Уилям Шекспир, реж. Роберт Стуруа, НТ „Иван Вазов“ (в ролята на Валентино)
- 2001 – „Кралят-елен“ от Карло Гоци, реж. Мариус Куркински, НТ „Иван Вазов“ (в ролята на Леандро)
- 2000 – „Ромео и Жулиета“ от Уилям Шекспир, реж. Лилия Абаджиева, НТ „Иван Вазов“ (в ролята на Ромео)

## Работа в телевизията
- 2025 – „Traitors: Игра на предатели“, по bTV (Водещ)[33]
- 2024 – „Есента на Демона“ (продължението) – по NOVA (в ролята на Филип Чанов)
- 2022 – „Сървайвър 6 – Скритият идол“, по bТV (Водещ)
- 2018 – 2020 – „Откраднат живот“ – Сезон 6 – 9, по NOVA (в ролята на Христо Карагьозов)
- 2019 – „Дяволското гърло“ – по NOVA (в ролята на Филип Чанов)
- 2015 – „Лотария България“ / „Бинго Милиони“, по bTV (Водещ)[34][35]
- 2014 – „Сървайвър 5 – Камбоджа“, по bTV (Водещ)[36][37][38]
- 2013 – „Четвърта власт“ – Сезон 1, по БНТ 1 (в ролята на Станимир Кисьов)[39]
- 2013 – „Дървото на живота“ – Сезон 1 и 2, по TV7 (в ролята на Панто Вълчев)[40]
- 2009 – „Сървайвър 4 – Филипините“, по bTV (Водещ)
- 2008 – „Сървайвър 3 – Панама“, по bTV (Водещ)
- 2007 – „Сървайвър 2 – експедиция „Робинзон“ – Доминиканска република“, по bTV (Водещ)
- 2006 – „Без багаж“, туристическо предаване по TV7 (Водещ)
- 2002 – „Тя и той“ – Сезон 1 – 4, по bTV (в ролята на Дани)

## Филмография
Пълнометражни филми
- 2012 – „Аз съм ти“, режисьор Петър Попзлатев (в ролята на Жермен)

Късометражни филми
- 2010 – „Месо“, режисьор София Стойчева (в ролята на Любовника)
- 2008 – „Naive“, режисьор Franck Deyris (в ролята на Владимир)
- 2007 – „Ти гониш“, режисьор Николай Мутафчиев (в ролята на Мартин)

Озвучаване на филми
- 2016 – „Кубо и пътят на самурая“ – анимационен (гласът на Бръмбар)
- 2011 – „Хъбъл“ – документален (гласът на Разказвача)[41][42]
- 2009 – „Принцесата и жабокът“ – анимационен (гласът на Принц Навийн)[43][44]

## Роли в реклами
Озвучава реклами на следните брандове:
- Nivea;
- Grant's Whisky;
- Falcon;
- Gillette;
- MTel;
- Nissan;
- Vicks;
- Andrews Fashion;
- 7DAYS;
- Vodka Flirt;
- Nestle;
- Coca Cola Light;
- EGG.

## Участия в инициативи и благотворителни кампании
- Българската Коледа (на Президента на РБългария)
- УНИЦЕФ („Бъдеще без насилие за всяко дете“, „Заедно от детската градина“ и др.)
- Открито за диабета
- Нощ на театрите
- Фортисимо Фамилия
- Пресъздай класиката
- Поетите (на Interview.to)
- Мисия Маверик
- Велики заедно
- Wings for Life World Run
- Better with Pets
- Praktika

## Награди и номинации
- 2022 – награда „Икар“ за водеща мъжка роля за Кандидатът в „Опашката“ от Захари Карабашлиев, реж. Явор Гърдев, Драматично-куклен театър „Иван Радоев“ – Плевен
- 2017 – номинация за Аскеер за „Водеща мъжка роля“ за ролята на Ален Рей в „Богът на касапницата“ от Ясмина Реза, постановка Антон Угринов, НТ „Иван Вазов“
- 2015 – награда „Forbes ТОП 70 на българските знаменитости“ (#21)
- 2015 – награда „ТОП 50 най-влиятелни българи във Facebook“ (#40)
- 2013 – награда „Златен век“ за принос в културата от Министерство на културата[45][46]
- 2011 – награда „Иван Димов“ за високи постижения в сферата на изкуството от Фонда за талантливи млади актьори към Фондация „Млади български таланти“[47][48]
- 2011 – номинация за Аскеер за „Поддържаща мъжка роля“ за ролята на Кристиан дьо Новилет в „Сирано дьо Бержерак“ от Едмон Ростан, постановка Стефан Москов, НТ „Иван Вазов“[49]
- 2011 – номинация за Икар за ролята на Кристиан дьо Новилет в „Сирано дьо Бержерак“ от Едмон Ростан, постановка Стефан Москов, НТ „Иван Вазов“[50]
- 2010 – приз БГ Модна Икона за най-елегантни българи за 2010 г.[51]
- 2003 – номинация за Аскеер за „Изгряваща звезда“ за ролята на Иван Сенебирски в „Албена“ от Йордан Йовков, постановка Иван Добчев, НТ „Иван Вазов“[52]